# Западни български говори
Западните говори са говорите на българския език, обхващащи земите на запад от ятовата граница. В западните говори вместо старобългарския ѣ във всички положения се изговаря само е, затова се наричат и екави говори. Освен ятовата граница, предимно от западната ѝ страна, минават и ред други изоглоси, обособяващи западните говори като диалектна цялост.

## Характерни фонетични особености[1]
- Липса на редукция. Гласните под ударение не се различават от гласните без ударение:

[дàрове], [зелèно], [баштà].
В Белослатинско и Плевенско обаче има слаба редукция на [a] в [ạ] (слаботъмно a) и на [o] в [ọ] (слаботъмно o) или в [у]:
[дàрọве], [зелèнọ], [бạштà]; [дàруве], [зелèну].
- Преход на палаталните [т’ ] и [д’ ] в [к’ ] и [г’ ]:

[цвèк’е], [гòск’е], [ливàг’е], [грòзг’е].
- Преглас на [л’ ] (меко л).
Ако пред меко л стои гласна, то се прегласява в [й]:

[йèйа] (леля), [йѝйак] (лиляк), [зèйе] (зеле), [кàйам] (калям).
Ако пред него има съгласна, мекостта се прехвърля върху нея:
[к'уч] (ключ), [п'ỳвам] (плювам).
- Употреба на [н’ ] (меко н) в завършеците на отглаголните съществителни:

[орàн’е], [косèн’е], [спан’è], [мèсен’е], [ỳчен’е].
- Употреба на [к’ ] (меко к) в наставката -к- пред окончанието -а.
 Смекчаването се дължи на прогресивна асимилация:

[мàйк’а], [девòйк’а], [войск’à], [зèлк’а], [престѝлк’а], [точѝлк’а], [закачàлк’а].
- Глаголни окончания за 1 л. ед.ч. и 3 л. мн.ч. сег.вр.
Съгласните пред тези окончания са твърди:

видя(т) [вѝдъ(т)], моля(т) [мòлъ(т)], коля(т) [кòлъ(т)], ходя(т) [òдъ(т)], търпя(т) [търпъ̀(т)].
Разпространено е и окончанието -м за 1 л. ед.ч. сег.вр. на глаголите от I и II спрежение:
[вѝдим]/[вѝдам], [мòлим]/[мòлам], [кòлим]/[кòлам], [òдим]/[òдам], [търпѝм]/[тъ̀рпам].

## Характерни морфологични особености[1]
- Окончание -е вместо -и за множествено число при многосричните съществителни от мъжки род:

[другàре], [офчàре], [мàйсторе], [бѝволе], [чорàпе].
- Липса на косвен падеж при личните и роднинските имена:

вѝкни Пèтко, срещнàх чѝчо Пèтър, кàжи на Драгàн, при дèдо Ивàн.
- Глаголно окончание -ме за 1 л. мн.ч. сег.вр. при всички спрежения:

ядèме, занесèме, четèме; мòлиме, нòсиме, свѝриме; дàваме, купỳваме.
- Липса на минало несвършено деятелно причастие.

## Класификация
Западни български говори
- Северозападни говори – в най-северните части на Западна България
- Преходни говори – най-западните части на България, югоизточната част на Сърбия и северната част на Северна Македония
- Югозападни говори – в основните части на Западна България и историческата област Македония